# Jonna Lee
Jonna Emily Lee Nilsson (Linköping, 3 ottobre 1981) è una cantautrice, musicista, produttrice discografica, regista e conduttrice radiofonica svedese.

## Biografia
Nasce a Linköping in Svezia, ma trascorre la sua infanzia a Fågelsta totalmente distante dall'ambiente musicale,  insieme alla famiglia, che abbandonerà in età adolescenziale per cercare fortuna a Londra. Sarà proprio in Inghilterra che coltiverà il suo talento per la musica, e dove verrà indirizzata alla sua futura occupazione.

## Carriera

### Jonna Lee: 2007 - 2009
Nel 2002 torna in patria dopo aver imparato a produrre autonomamente la propria musica, decisa a conquistarsi un posto nella scena indie locale. Nel 2007 viene presa dalla Razzia Records, una piccola etichetta discografica con cui pubblica "10 Pieces, 10 Bruises" (2007) e "This Is Jonna Lee" (2009). Il primo disco vanta la collaborazione di molti altri artisti allora già conosciuti, come Ed Harcourt (che viene annoverato in tre tracce come produttore e in una come seconda voce), Claes Björklund (coproduttore insieme alla Lee del secondo album) e il batterista dei Supergrass Danny Goffey. A fine 2009 acquista sempre maggiore popolarità grazie ad una cover di "Violent Playground" dei Nitzer Ebb, caricata dal gruppo stesso sul loro sito internet, e intraprende la carriera radiofonica conducendo per tre anni di seguito il programma SESSION, trasmesso dall'emittente svedese Sveriges Radio P3.

### iamiamiwhoami: 2009 - 2017
A fine 2009 su YouTube vengono pubblicati diversi video musicali molto brevi, targati "iamamiwhoami". I primi sospetti che dietro questo progetto ci fosse Jonna Lee sono iniziati attorno al 2010: da lì inizia a mostrarsi nei video del canale senza però rivendicare formalmente la paternità del progetto audiovisivo. Solo nel 2012 viene accreditata in via ufficiale come cantante, co-produttrice, cantautrice e curatrice della parte visiva di iamamiwhoami nel primo disco Kin. Tutti gli album vengono pubblicati sotto To whom it may concern., l'etichetta indipendente creata dalla stessa Lee nel 2010.

### ionnalee: 2017 - 2020
A Febbraio 2017, a 3 anni di distanza dall'ultimo lavoro musicale, la sua etichetta annuncia l'uscita del nuovo singolo "SAMARITAN" (scritto in maiuscolo come tutte le altre tracce del disco), il cui trailer viene pubblicato sul canale YouTube di iamamiwhoami il 3 marzo 2017, una settimana prima della pubblicazione del video ufficiale.
A Febbraio 2018 esce EVERYONE AFRAID TO BE FORGOTTEN, il terzo album in studio, preceduto dai singoli "NOT HUMAN", "SIMMER DOWN" e "GONE". La versione fisica del disco contiene, oltre alle canzoni, anche una serie di video girati da Jonna Lee stessa. Per finanziare il tour mondiale, il 2 febbraio 2018 inizia una campagna di crowdfunding che raggiunge la somma di 375.000 corone svedesi in soli 5 giorni, conclusasi dopo un mese con 750.180 corone raccolte. Il tour parte il 9 Maggio 2018 al nightclub Heaven di Londra e attraversa gran parte dell'Europa e del continente americano. Il 31 Maggio 2019 esce il secondo album in studio, REMEMBER THE FUTURE, preceduto dal singolo "OPEN SEA". Il 10 Febbraio 2020 annuncia il tour "Kronologi", per celebrare i 10 anni di iamamiwhoami, annullato poco tempo dopo a causa della pandemia di COVID-19. Nonostante la pandemia, il tour viene recuperato con il nome "Konsert" in live-stream su YouTube e comprende Zola Jesus, Imogen Heap e i TR/ST.
La sua ultima produzione musicale è KRONOLOGI, raccolta pubblicata ad Aprile che contiene remix e versioni live di alcune canzoni pubblicate con l'alias iamamiwhoami.

### 2021 - oggi
Da fine 2021, per la prima volta dopo 7 anni sotto il progetto iamamiwhoami, inizia a pubblicare una serie di singoli contenuti nel concept album audiovisivo Be Here Soon, datato 3 giugno 2022,

## Stile musicale ed influenze
Ha dichiarato di aver attinto da vari artisti diversissimi fra loro, come i Depeche Mode, i Cocteau Twins, gli Air, Vangelis e persino Madonna, di cui la madre possedeva alcuni CD. Proprio grazie ad una gamma così variegata di influenze ha cambiato generi musicali di volta in volta, passando dal folk dei primi dischi ad un art pop più complesso di stampo elettronico. Fra i suoi artisti contemporanei preferiti cita: Björk, Arca, Disasterpeace, Todd Terje, Four Tet e Blood Orange.

## Discografia

### Come Jonna Lee
Album in studio
- 10 Pieces, 10 Bruises (2007)
- This is Jonna Lee (2009)

EP
- This War EP (2008)

Singoli
- Dried Out Eyes (2007)
- And Your Love (feat. Ed Harcourt) (2008)
- I Wrote This Song (2008)
- My High (2009)
- Lake Chermain (2009)
- Something So Quiet (2009)

### Con gli iamamiwhoami
Album in studio
- Kin (2012)
- Bounty (2013)
- BLUE (2014)
- Be Here Soon (2022)

Album live
- In Concert (2010)
- Concert in Blue (2015)

Singoli
- Sever (2012)
- Y (2013)
- fountain (2014)
- hunting for pearls (2014)
- vista (2014)
- tap your glass (2014)
- blue blue (2014)
- thin (2014)
- chasing kites (2014)
- sommaren  är min och jag kommer tillbaka (2021)
- Don't Wait for Me (2022)
- Canyon (2022)
- Zeven (2022)
- I Tenacious (2022)
- Changes (2022)
- Flying or Falling (2022)
- A Thousand Years (2022)
- Thunder Lightning (2022)
- Walking on Air (2022)

### Come ionnalee
Album in studio
- EVERYONE AFRAID TO BE FORGOTTEN (2018)
- REMEMBER THE FUTURE (2019)

Album in live
- KONSERT (2021)

Raccolte
- KRONOLOGI (2020)

EP
- Isolation Live in Ödeshög (2020)

Singoli
- SAMARITAN (2017)
- NOT HUMAN (2017)
- SIMMER DOWN (2017)
- GONE (2017)
- DUNES OF SAND (feat. Jamie Irrepressible) (2018)
- JOY (2018)
- WORK (2018)
- BLAZING (2018)
- OPEN SEA (2019)
- SOME BODY (2019)
- REMEMBER THE FUTURE (2019)
- shadowshow (ionnalee & Barbelle KRONOLOGI version) (2020)
- u (ionnalee & Barbelle KRONOLOGI version) (2020)
- down by the lake (KRONOLOGI version) (2020)
- telesvar (ionnalee & Barbelle KRONOLOGI version) (2020)
- long ; john (KRONOLOGI version) (2020)
- mouth's open sea (KRONOLOGI version) (2020)
- violent playground (KRONOLOGI version) (2020)
- summer samaritan (KRONOLOGI version) (2020)
- the deadlock (ionnalee & Barbelle KRONOLOGI version) (2020)
- paramount (KRONOLOGI version) (2020)
- swallow (KRONOLOGI version) (2020)
- dive (ionnalee & Barbelle KRONOLOGI version) (2020)
- Machinee (2020)
- Anywhere I Roam (2021)
- la la Love (2024)

### Con le Rolling Circus
Album in studio
- On the Run (1999)

Singoli
- On the Run (1999)

Altre apparizioni
- In the Air, contenuta nella raccolta X-Mas Collection (1998)

### Altre apparizioni
- After (iamamamiwhoami remix), di Moby, contenuta in The Right Thing Remixes (2011)
- Genesarets Sjö, come artista ospite nell'album Baby di Tungorna (2020)

## Radio
- SESSION - (Sveriges Radio P3, dal 2009 al 2011)

## Premi e riconoscimenti

### Nomination
- 2010 - Manifestgalan
  - Miglior cantautore dell'anno
- 2019 - Manifestgalan
  - Miglior album synth pop dell'anno